# Risoluzione per inadempimento
Nei contratti a prestazioni corrispettive (ovvero anche riferiti come "sinallagmatici" poiché è necessario che vi sia una interdipendenza funzionale tra le prestazioni caratterizzanti l'accordo) si parla di risoluzione per inadempimento quando uno dei contraenti non adempie le sue obbligazioni, venendo meno alla regola giuridica di antica memoria "pacta sunt servanda". Condizione per richiedere la risoluzione per inadempimento è quindi il mancato o inesatto o tardivo adempimento della prestazione imputabile al debitore.

## Normativa italiana
Il legislatore disciplina due figure:
- la risoluzione giudiziale, che scioglie il contratto a seguito di una sentenza costitutiva;
- la risoluzione di diritto, che scioglie il contratto automaticamente al verificarsi dei presupposti stabiliti dal legislatore negli articoli 1454 c.c. (diffida ad adempiere), 1456 c.c. (clausola risolutiva espressa) e 1457 c.c. (termine essenziale).

Perciò, quando uno dei contraenti non adempie le sue obbligazioni, l'altro potrà scegliere tra due possibilità pratiche:
- chiedere l'adempimento del contratto in maniera coattiva.
- chiedere la risoluzione del contratto (per inadempimento, appunto).

fatto salvo, in ogni caso, il risarcimento del danno (art. 1453, 1° comma, c.c.).
Presupposto basilare, inoltre, per ottenere la risoluzione giudiziale del contratto è che l'inadempimento di una delle parti sia di non scarsa importanza, avuto riguardo all'interesse dell'altra (art. 1455 c.c.). Fa eccezione la clausola risolutiva espressa, in presenza della quale la parte non inadempiente può chiedere la risoluzione del contratto prescindendo dal giudizio circa la non scarsa importanza dell'adempimento.
L'altro contraente non potrà, tuttavia, chiedere l'adempimento del contratto se prima ne aveva chiesto la risoluzione, mentre sarà per lui possibile domandare la risoluzione anche se prima aveva promosso giudizio per ottenere l'adempimento.
La sinallagmaticità dei contratti a prestazioni corrispettive è tale che ciascuno dei contraenti può comunque rifiutarsi di adempiere la propria obbligazione se l'altro non adempie o non offre di adempiere, contemporaneamente, la propria prestazione, fatto salvo quanto disposto dall'art. 1460 c.c.
Orbene , secondo il diritto romano e gli antichi broccardi  - ossia le regole con cui si riassumono i principi fondamentali del diritto  -  ''resoluto iure dantis resolvitur et ius accipientis'' ed in pratica se si risolve il contratto di chi cede si risolverà anche il contratto di chi acquista.

## Inadempimento e responsabilità contrattuale
Sia la domanda di adempimento sia quella di risoluzione del contratto possono essere accompagnate dalla richiesta di risarcimento del danno per responsabilità contrattuale (artt. 1218 ss. c.c.) cosicché, se vengono richiesti i danni insieme alla risoluzione del contratto, la stima del danno sofferto (art. 1223 c.c.) riguarderà i costi sostenuti per concludere il contratto e per adempiere alle proprie obbligazioni (danno emergente) e il vantaggio patrimoniale che si sarebbe potuto conseguire mediante l'esecuzione del contratto da parte del debitore (lucro cessante); se invece, la richiesta di risarcimento affianca la domanda di adempimento, la determinazione del danno riguarda soltanto quello derivante dall'inesatto o tardivo adempimento del debitore.